# Brunbröstad skogsjuvel
Brunbröstad skogsjuvel (Chaetocercus bombus) är en fågel i familjen kolibrier.

## Utseende och läte
Brunbröstad skogsjuvel är en mycket liten kolibri med en kroppslängd på endast 6–7 cm. Hanen är mörkt bronsglänsande blågrön på ovansidan och buken. Över bröstet syns ett beigefärgat band som möter ett streck bakom ögat med samma färg. Strupen är rosenröd. Stjärten är kluven. Honan liknar hanen men är kaneelbrun under med gulbrunt på sidor och undergump samt en rundad stjärt med ett svart band en bit in från spetsen. Båda könen har rak svart näbb. Bland lätena hörs serier med snabba "chit-cheet" och "chit-chit-cheet".

## Utbredning och systematik
Fågeln förekommer i Anderna från allra sydvästligaste Colombia (Nariño) genom västra och centrala Ecuador till norra Peru. Förekomsten inom utbredningsområdet är mycket fragmentiserad. Den behandlas som monotypisk, det vill säga att den inte delas in i några underarter.

## Status och hot
IUCN kategoriserar arten som nära hotad.